# پائولو کاستلی
پائولو کاستلی (انگلیسی: Paolo Castelli؛ زادهٔ ۳ ژانویهٔ ۱۹۸۰) بازیکن فوتبال اهل ایتالیا است.
از باشگاه‌هایی که در آن بازی کرده‌است می‌توان به باشگاه فوتبال اینتر میلان، باشگاه فوتبال اسپتزیا، باشگاه فوتبال مودنا، باشگاه فوتبال ارورا پرو پاتریا ۱۹۱۹، باشگاه فوتبال کالیاری، باشگاه فوتبال مونتسا، باشگاه فوتبال کروتونه، باشگاه فوتبال رجانا، باشگاه فوتبال کومو، و باشگاه فوتبال وارزه اشاره کرد.